# Dzieci północy
Dzieci północy (ang. Midnight’s Children) – powieść Salmana Rushdiego z 1981 roku.
Książka zdobyła w roku 1981 Nagrodę Bookera jak i James Tait Black Memorial Prize. Amerykański tygodnik Time umieścił ją na liście 100 najlepszych powieści anglojęzycznych, opublikowanych od 1923 do 2005 roku.

## Fabuła
Dzieci północy to po części alegoria zdarzeń przypadających na okres zarówno przed jak i po podziale Indii, co miało miejsce o północy 15 sierpnia 1947 roku. Protagonistą i narratorem jest Saleem Sinai, telepata cechujący się osobliwie wyglądającym nosem. Powieść składa się z trzech części.
Książka rozpoczyna się przedstawieniem historii rodziny Sinaia i przybliżeniem zdarzeń prowadzących do podziału Indii, gdzie przy okazji scalone są wątki dosłowne i alegoryczne. Salem rodzi się dokładnie w momencie, kiedy Indie uzyskują niepodległość. Później odkrywa, że wszystkie dzieci urodzone 15 sierpnia 1947, między 12 a 1 w nocy, są obdarzone specjalnymi mocami. Protagonista próbuje swych zdolności telepatycznych by zwołać zebranie wszystkich eponimicznych rówieśników. Zjazd czy tzw. konferencja dzieci północy w wielu kontekstach odzwierciedla kulturalne, językowe, religijne i polityczne kwestie i różnice, z jakim Indie zmagały się jako kraj przepełniony licznymi podziałami. Salem stanowi drogę łączności telepatycznej i przyczynia się do zjednoczenia dzieci z odległych regionów geograficznych. Próbuje też odgadnąć jakimi darami jest obdarzony każdy z jego rówieśników. Dzieci urodzone najbliżej północy dysponują potężniejszymi mocami niż pozostali. Shiva i Parvati są jednymi z nich i grają ważne role w historii wokół Saleema.
Ten boryka się z jego osobistymi ambicjami, a członkowie jego rodziny, po emigracji do Pakistanu, doświadczają okropności wojny, nękającej subkontynent. Wskutek niej protagonista doznaje amnezji, a pamięć odzyskuje w trakcie quasi mitologicznego wygnania w dżungli Sundarban w czasie kolejnej wojny. Dzięki temu nawiązuje on kontakt z jego przyjaciółmi z dzieciństwa. Później uczestniczy jeszcze w wydarzeniach stanu wyjątkowego, wprowadzonego przez Indirę Gandhi i ma swój udział w „oczyszczaniu” slumsów Dżami Masdżid przez jej syna Sanjaya. Przez jakiś czas jest przetrzymywany jako więzień polityczny, w owe motywy wpleciona jest zjadliwa krytyka działań Indiry Gandhi z czasów trwania stanu wyjątkowego, które w oczach Rushdiego zdają się mieć związek z pragnieniem władzy, graniczącej z boskością. Owe zdarzenie sygnalizuje też kres mocy dzieci północy. Saleemowi nie pozostaje nic innego jak spisać kronikę, obejmującą zarówno jego osobistą historię, jak i zdarzenia jego niedawno powstałego narodu. Pisze ją dla syna, który tak jak ojciec dysponuje nadprzyrodzonymi zdolnościami.

## Interpretacja
Technika realizmu magicznego znajduje swój wyraz w powieści i jest kluczowa dla konstrukcji paraleli do historii kraju. Nicholas Stewart w jego eseju Magic realism in relation to the post-colonial and Midnight’s Children pisze, że narracyjna otoczka Dzieci północy jest opowieścią – stanowiącą zarazem historię życiową Saleema Sinaia, którą ten powierza swojej żonie Padmie. Jego relacja odwołuje się do rdzennej kultury indyjskiej, podobnie jak miało to miejsce w ustnie przekazywanych Księdze tysiąca i jednej nocy. Zdarzenia z książki Rushdiego przypominają także magiczną naturę opowiadań z tego zbioru (jak choćby próby porażenia prądem Saleema w latrynie czy jego podróż w niewidzialnym koszu).
Stewart zaznacza także, że powieść obejmuje i skupia indyjską historię kulturalną. „ Dawno temu” – rozmyśla Saleem – była sobie Radha i Kryszna, Rama i Sita, Lajla i Madżnun, a także (w związku ze wpływami zachodnimi) Romeo i Julia, Spencer Tracy i Katharine Hepburn. Stewart (cytując Hutcheona) sugeruje, że Dzieci północy z postaciami zarówno indyjskimi jak i tymi zachodnimi łączą postkolonialną historię Indii, co ma na celu zbadanie ich oddziaływań na rdzenną i nierdzenną kulturę myśli kraju w kontekście jego niepodległości.

### Realizm magiczny
Połączenie mitów i rzeczywistości stanowi o sile powieści. Indie, kraj protagonisty, są przepełnione zagadkami i legendami, a magia jest czymś więcej niż tylko przesądem. Zdarzenia historyczne są wplecione w elementy nadprzyrodzone. Dorastając Saleem dowiaduje się, że wszystkie dzieci urodzone o północy, która dała początek niepodległości Indii, dysponują szczególnymi umiejętnościami. Jako że urodził się on dokładanie o 12 jego moce są najpotężniejsze. Może czytać myśli innych, ale także pośredniczyć w ich przekazywaniu. W ten oto sposób kontaktuje się z dziećmi z Indii, proponując im konferencję. Jako medium dla niej służyć ma jego umysł. Jednak jak się później okazuje wszyscy obdarzeni nadzwyczajnymi zdolnościami nie są w stanie wznieść się ponad stare uprzedzenia, jakie są widoczne choćby między muzułmanami a Hindusami.

### Wygnanie
Dziadek Saalema studiował medycynę w Niemczech, ale nie był gotów do asymilacji w innym kraju. Dopiero kiedy powrócił do ojczyzny, zaczął odczuwać skutki wyjazdu. Czuł się odrzucony, niejako w „obcym otoczeniu”. Przez związek z niemiecką koleżanką ze studiów Ingrid zmienił się jego obraz kobiety, głęboko we wnętrzu rozwinęła się także pogarda dla religii. Widzi zarówno siebie jak i ojczyznę z perspektywy kolonialnej. Indie wydają mu się tworem europejskich przodków (Vasco da Gama). Będąc postrzeganym za granicą jako reprezentant dalekiego kraju, nie jest on w stanie także prawdziwie wrócić do ojczyzny. Żyje między dwoma światami.

### Kolonializm
Jednym z głównych tematów książki jest indyjska walka o niepodległość. Opisany jest choćby strajk generalny Gandhiego z 1918 czy brytyjska masakra Jallianwala Bagh, ale także zjednoczenie islamskie oraz jego rozbicie przez dogmatyków (1942). Owe rozdarcie manifestuje się radykalizacją po obu stronach. Opisany jest także ucisk muzułmanów przez Hindusów w roku 1945.
Dom rodzinny w Bombaju staje się alegorią do przejęcia kontroli w Indiach przez Anglików. Rodzina Sinai oraz ich sąsiedzi są zmuszeni przez Williama Methwolda, potomka angielskiego założyciela Bombaju, do kupna mieszkania, w którym nie mogą nic zmieniać, przejmując przy okazji (z wyjątkiem Aminy) także angielski styl życia, co prowadzi nawet do naśladowania oksfordzkiego sposobu mówienia.

### Język
Powieść została napisana w języku angielskim. Jednak z uwagi na pochodzenie autora, język książki cechuje się wieloma orientalnymi elementami. Odnosi się to nie tylko do doboru słownictwa, lecz także do sposobu pisania. Ponieważ opowiadania Orientu mają długą tradycję, protagonista Saleem widzi siebie jako narratora, zdającego relację. Z takimi cechami jak nośność, różnorodność, zawiłość ale także lekkość jego ton przypomina słownie przekazywane opowiadanie, odróżniające utwór od innych tekstów.
Jednak poprzez zawiłość językową, bogactwo motywów, czy szczególną rolę narratora, którego wiarygodność relacji często stoi pod znakiem zapytania, powieść wymaga od czytelnika koncentracji i uwagi.

### Rola przypadku
Powieść przepełniona jest wieloma absurdalnymi zdarzeniami i przypadkami. Niemieccy przyjaciele Adama Asiza (dziadka Saleema), anarchiści IIse i Oskar Lubin, giną w groteskowy sposób. Oskar przewraca się na swoich sznurowadłach i zostaje przejechany przez samochód. IIlse tonie w jednym z jezior Kaszmiru. Z drugiej strony ostry napad kichania ratuje życie dziadkowi Saleema, który umyka dzięki temu salwie wojsk brytyjskich. Ludzkie próby zmiany losu przynoszą raczej przypadkowe rezultaty albo są bezskuteczne. Saleem zostaje podmieniony tuż po porodzie, jego historia wiąże się więc z pozornie obcą rodziną.